# جيا كانيكلي
جيا كانيكلي (10 أغسطس 1935 - 2 أكتوبر 2019) كان ملحنًا سوفييتيًا وجورجيًا. ولد في تبليسي بجورجيا لكنه أقام في بلجيكا.
بعد تفكك الاتحاد السوفيتي في عام 1991، عاش كانشيلي أولاً في برلين، ومن عام 1995 في أنتويرب، حيث أصبح مؤلفًا وملحنًا ل"Royal Flemish Philharmonic". توفي في مسقط رأسه تبليسي، عن عمر يناهز 84 عامًا.

## روابط خارجية
- جيا كانيكلي على موقع IMDb (الإنجليزية)
- جيا كانيكلي على موقع ميوزك برينز (الإنجليزية)
- جيا كانيكلي على موقع أول موفي (الإنجليزية)
- جيا كانيكلي على موقع ديسكوغز (الإنجليزية)
- جيا كانيكلي على موقع قاعدة بيانات الفيلم (الإنجليزية)